# Wolfgang Glätzle
Wolfgang Glätzle (* 1951 in Reutte, Österreich) studierte Chemie und Betriebswirtschaft. Sein offizielles botanisches Autorenkürzel lautet „Glaetzle“.

## Leben und Wirken
Wolfgang Glätzle war von 1976 bis 1979 Assistent am Institut für Organische Chemie an der Universität Innsbruck. Seit 1980 ist er für eine internationale Firmengruppe in Reutte tätig.
Innerhalb der Gesellschaft Österreichischer Kakteenfreunde war er von 1978 bis 1986 Vorsitzender der Landesgruppe Tirol.
Glätzle beschäftigte sich unter anderem mit der Mikromorphologie von Samenschalen, Pollen und Epidermen von Kakteen. Zusammen mit Heimo Friedrich bearbeitete er die Gattung Echinopsis. Die Ergebnisse dieser Untersuchungen wurden in Form einiger Umkombinationen bislang als Lobivien angesehener Pflanzen zur Gattung Echinopsis in der Bradleya 1:96 (1983) publiziert.
Echinopsis calochlora subsp. glaetzleana wurde 1983 bei der Erkundung der südlichen Ausläufer des riesigen Sumpfgebietes Pantanal von Leopoldo Horst und Pierre Braun gefunden.

## Publikationen
- H. Friedrich, W. Glätzle: Seed-morphology as an aid to classifying the genus Echinopsis Zucc. In: Bradleya. Band 1, 1983.
- W. Glätzle, K. H. Prestle: Seed-morphology of the genus Notocactus. In: Bradleya. Band 4, 1986.